# 朱翊𨧴
孟津王朱翊𨧴（1597年4月19日—1636年3月16日），號泰琚，明朝徽藩第二代孟津王，孟津昭順王朱載𡌚的庶長子，母為次妃郭氏。

## 生平
萬曆二十五年三月初四日（1597年4月19日），朱翊𨧴出生。萬曆三十四年（1606年），封孟津長子。萬曆三十七年（1609年），孟津昭順王朱載𡌚去世。萬曆四十年三月十七日（1612年4月17日），朱翊𨧴襲封孟津王。
崇禎九年二月初十日（1636年3月16日），朱翊𨧴過世，享年四十歲。崇禎十年四月二十八日（1637年5月22日），朱翊𨧴與王妃馬氏合葬于禹州城東興龍崗之南。史书并未记载其谥号，嫡長子朱常𡵰後襲爵。

## 家庭

### 妻
- 馬氏，馬愨次女，冊為孟津王妃。

### 子
- 嫡長子：孟津長子→孟津王朱常𡵰[1]